# 古德哈特定律
古德哈特定律（英語：Goodhart's law）是一個出自經濟學家查尔斯·古德哈特的說法，瑪麗蓮·斯特拉森（Marilyn Strathern）將之表述為：“一項指標一旦變成了目標，它將不再是個好指標。”
一個會讓此種現象發生的狀況，是一個人對一項政策有一定的預期，並利用各種手段去改變結果。

## 表述
古德哈特最早是在一篇1975年的文章中提出這看法，這後來常被用以批判柴契爾夫人政府的貨幣主義政策。他的原始表述如下：
當壓力施於其上以進行控制時，任何觀測到的統計恆性都傾向消散。
然而，這其中的一些觀念，在古德哈特在1975年提出該段敘述前一段時間就已存在。就在古德哈特出版他的文章後不久，一些類似的觀念也陸陸續續被提出，其中包括了1976年提出的坎貝爾定律和盧卡斯批判（Lucas critique）等等。

在經濟學上，這條法則為理性預期這項經濟學理論所暗示。這理論所說的就是一個獎懲系統中的實體，在系統中會為得到想要的結果而做出能獲得獎勵最多的行為，像例如說在一家以已知的量化標準來衡量表現的公司當中，員工會試著做出能獲得獎勵最多的行為，而不論這行為是否能實現公司利潤最大化。喬恩·丹尼森（Jón Danı́elsson）以「當用於決策之上時，任何的統計關係都會分崩離析」這形式引述這定律，並提出了一個用於金融風險模型上的引理：「當用於管制之上時，任何的風險模型都會分崩離析」Mario Biagioli將這觀念用於講述使用引文影響力作為基準來衡量科學出版物的重要性的後果之上：
一切科學評估的量度，都註定會被濫用，古德哈特定律（以可能是最初提出這此說的英國經濟學家為名）說若一個經濟學的特性被用作經濟指標，那這項指標最終一定會失去其功能，因為人們會開始玩弄這項指標。

## 其他閱讀材料
- K. Alec Chrystal and Paul D. Mizen, Goodhart's Law: Its Origins, Meaning and Implications for Monetary Policy（页面存档备份，存于）,  November 12, 2001
- David Manheim and Scott Garrabrant, Categorizing Variants of Goodhart's Law （页面存档备份，存于）, March 13, 2018
- David Manheim, Goodhart's Law and Why Measurement is Hard （页面存档备份，存于）, June 9, 2016